# Provincia de Páucar del Sara Sara
La provincia de Páucar del Sara Sara (del quechua pawqar '(jardín) florido' y sarasara 'maizal', por las rocas en forma de mazorcas del volcán homónimo) es una de las once que conforman el departamento de Ayacucho en el sur del Perú. Limita por el norte con el departamento de Apurímac, por el oeste con la provincia de Parinacochas y por el este y sur con el departamento de Arequipa.

## Historia
Es la provincia más joven del departamento de Ayacucho, fue creada el 2 de enero de 1985, antes comprendida en la provincia de Parinacochas.
La explotación de la mina de Luicho por los españoles duró hasta 1891, en que el presidente Remigio Morales Bermúdez traslada la capital de la provincia de Parinacochas inicialmente al distrito de Pullo y definitivamente ese mismo año al distrito de Coracora con el pretexto de estar más cerca de la ciudad de Ayacucho, ya capital del departamento de Ayacucho.
En 2011 la villa de Pauza, con una población de 1 970 habitantes, ubicada a 2 518 m s. n. m., se reivindica como capital de la provincia Paucar del Sara Sara, del departamento de Ayacucho, creada durante el gobierno constitucional del presidente Fernando Belaúnde Terry mediante Ley n.º 24046, de fecha 2 de enero de 1985.

## Geografía
La cadena montañosa de la cordillera de los Andes domina toda la zona, sus glaciares alimentan a un conjunto de lagunas que son, a su vez, el origen de varios de los ríos que descienden hacia el Pacífico y la costa arequipeña. El principal río que atraviesa la provincia de norte a sur es el Huanca Huanca y el Uchubamba, de cuya unión con el río Cotahuasi forman el río Ocoña.

## División administrativa
La capital de la provincia es la ciudad de Pauza, conocida como la capital cervantina de América.
La provincia tiene una extensión de 2 096,92 km² y se encuentra dividida en 10 distritos:
- Pauza
- Colta
- Corculla
- Lampa
- Marcabamba
- Oyolo
- Pararca
- San Javier de Alpabamba
- San José de Ushua
- Sara Sara

## Población
La provincia tiene una población aproximada de 10 610 habitantes (censo de 2005).

## Economía
Crianza de ganado vacuno y ovino, pero en menor proporción que su vecina Parinacochas. Cultivos de cebada, maíz, papa, oca y olluco, lo agreste de la zona hace que haya pocas tierras de cultivo.

## Autoridades

### Regionales
- Consejero regional
  - 2019-2022:[2] Verónica Silvia Vargas Huayta (Musuq Ñan)

### Municipales
- 2019-2022[2]
  - Alcalde: Roy Elías Mamani Barriga, de Musuq Ñan.
  - Regidores:

  1. Elías Isaac Gutiérrez Franco (Musuq Ñan)
  2. Lina Gregoria Guardia Diaz (Musuq Ñan)
  3. Estefany Ludia Landa Becerra (Musuq Ñan)
  4. Andrés Felipe Gonzáles Oscata (Musuq Ñan)
  5. Justo Heradio Ortíz de la Cruz (Movimiento Regional Gana Ayacucho)

## Festividades
- Festividad en Honor al Apóstol Santiago, patrón de Pauza (última semana de julio);
- Corrida de toros en honor al apóstol Santiago.

## Transporte
Carretera afirmada y de trocha unen la provincia de Páucar del Sara Sara con las provincias vecinas de Parinacochas y La Unión (Cotahuasi, Arequipa).